# IssyGrid
IssyGrid est un projet expérimental destiné à tester l'optimisation des consommations et des productions d'énergies renouvelables de deux quartiers (« Seine Ouest » et « Fort d'Issy ») de la ville d'Issy-les-Moulineaux au travers d'un réseau intelligent de distribution d'électricité (appelé également « smart grid »). Le projet repose à la fois sur un système interconnecté, permettant l’évaluation précise des consommations d’énergie et sur des systèmes de pilotage à distance de la consommation énergétique.
Annoncé en 2009 et lancé en avril 2012, ce projet est l'une des premières expérimentations d'un réseau d'énergie intelligent à l'échelle d'un quartier en France. L'expérimentation est pleinement opérationnelle depuis 2016 et elle s'est achevée en 2018.
À terme, l'expérimentation concerne au quotidien 2 000 logements, 5 000 habitants, 160 000 m2 de bureaux, 10 000 employés et 46 installations électriques publiques,.

## Partenaires du projet

### Consortium
Le projet expérimental IssyGrid rassemble un consortium de dix partenaires économiques. Ces partenaires économiques sont:
- Alstom,
- Bouygues Immobilier (pilote du projet),
- Bouygues énergies & services,
- Bouygues Telecom,
- EDF,
- Enedis
- EMBIX
- Microsoft,
- Schneider Electric,
- Steria,
- Total.

### Partenaire institutionnel
La ville d'Issy-les-Moulineaux est également associée au projet et est le seul partenaire institutionnel.

### Budget et financement
L'investissement initial s'élève à deux millions d'euros.

## Les principales expérimentations
Le projet IssyGrid poursuit plusieurs objectifs :
L’un des objectifs majeurs poursuivis par le projet IssyGrid est de développer un meilleur suivi de la consommation énergétique qui soit accessible à tous. Les informations relevées par les compteurs communicants Linky installés permettent aux particuliers et aux entreprises de connaître en détail leur consommation énergétique, heure par heure, via des tableaux de bord. En 2015, le premier tableau de bord énergétique de quartier voit le jour.
Le projet intègre un volet de production et de stockage local de l'énergie, produite par les panneaux photovoltaïques installés, pour optimiser la consommation et les dépenses des quartiers. Un système de stockage de l’énergie est également installé, permettant de stocker la production énergétique produite durant les heures creuses de consommation. Cette production excédentaire est stockée dans des batteries et est utilisée lorsque les bâtiments en ont besoin.
Au niveau du réseau d’éclairage public des boîtiers numériques ont été installés au pied des lampadaires, rendant ainsi possible le pilotage de chaque lampadaire individuellement, afin d’optimiser sa consommation énergétique en fonction du trafic, de l’heure et des saisons.

## Mise en œuvre

### Mise en œuvre du projet
L’expérimentation est lancée en 2012. Le projet se développe dans un premiers temps à l’échelle du quartier « Seine Ouest » de la ville d’Issy-les-Moulineaux, notamment au sein de la tour Sequana (42 000 m2). En 2014, il y a une extension du projet au quartier du « Fort d'Issy ». En 2015, le premier tableau de bord énergétique de quartier voit le jour.
De 2016 à 2017, le projet intègre progressivement la gare RER Issy-Val-de-Seine, les restaurants du quartier ainsi que l’École de Formation du Barreau de Paris (EFB) avec l’installation de 250 m2 de panneaux photovoltaïques sur le toit de l'établissement.

### Défis
La mise en œuvre du projet a fait face à deux défis importants :
Le premier défi est d’ordre technique. Il a fallu doter des bâtiments déjà existants de panneaux photovoltaïques, mettre en place deux systèmes de stockage énergétique et un poste de distribution énergétique de nouvelle génération avec des équipements complémentaires pilotables à distance. Des lampadaires équipés de détecteurs de présence ont également été installés dans la ville d'Issy-les-Moulineaux[réf. souhaitée].
Le deuxième défi est règlementaire et concerne la confidentialité des données. Les acteurs du projet ont travaillé en collaboration avec la Commission nationale de l’informatique et des libertés (CNIL) pour trouver un cadre réglementaire permettant de garantir le respect de la vie privée des habitants. Les données personnelles des habitants sont collectées avec leur accord au préalable[réf. souhaitée] et de manière que ceux-ci ne soient pas identifiables. Les données sont envoyées anonymement à la plateforme par grappes dix foyers au sein d’un même immeuble, présentant des caractéristiques similaires,.